# 天主教朔州教区
天主教朔州教区（Dioecesis Scioceuvensis）是天主教在中国山西省北部建立的一个教区。
1926年7月12日，罗马教廷从太原府代牧区中分出朔州监牧区。1932年6月17日升格为朔州代牧区。1941年4月11日，教廷在中国废除传教区体制，建立圣统制，遂升为朔州教区。由德国方济各会管理。

## 历任主教
- 俞广仁 Bishop Edgar Anthony Haering, O.F.M.（1927年－1971年），1894年生于德国，1971年去世。
- 文都辣·雒隽，1990年－2007年
- 保禄·馬存國（1971年—），2004年2月8日，被雒隽主教秘密祝为助理主教。2004年－